# Kauri Park
Kauri Park est une banlieue de la cité d’Auckland, située dans l'Île du Nord de la Nouvelle-Zélande.

## Situation
C’est une partie du North Shore, au sein de l’aire métropolitaine d’Auckland dans le nord de la Nouvelle-Zélande.

## Population
La population de Kauri Park était de 3 879 habitants lors du recensement de 2013 en Nouvelle-Zélande, en augmentation de 111 personnes par rapport au recensement de 2006. Il y avait 1 857 hommes et 2 019 femmes.
Les valeurs ont été arrondies et peuvent ne pas arriver au total.

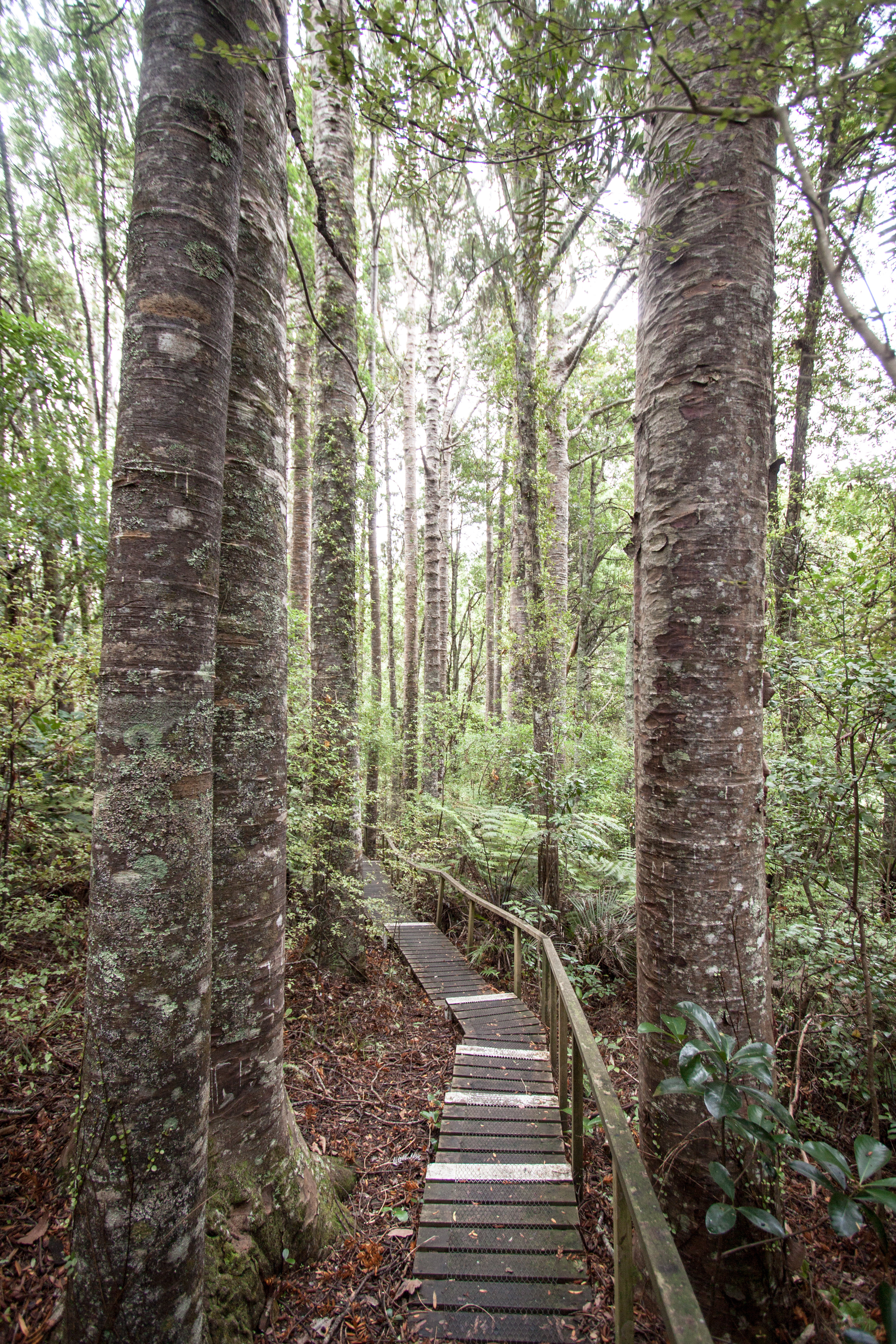
Vue de Parry kauri parc

## Éducation
‘Kauri Park School’ est une école mixte contribuant au primaire (allant de l’année 1 à 6), avec un effectif de 384 élèves en mars 2019 . L’école a ouvert en  1969 .